# Linienzugbeeinflussung

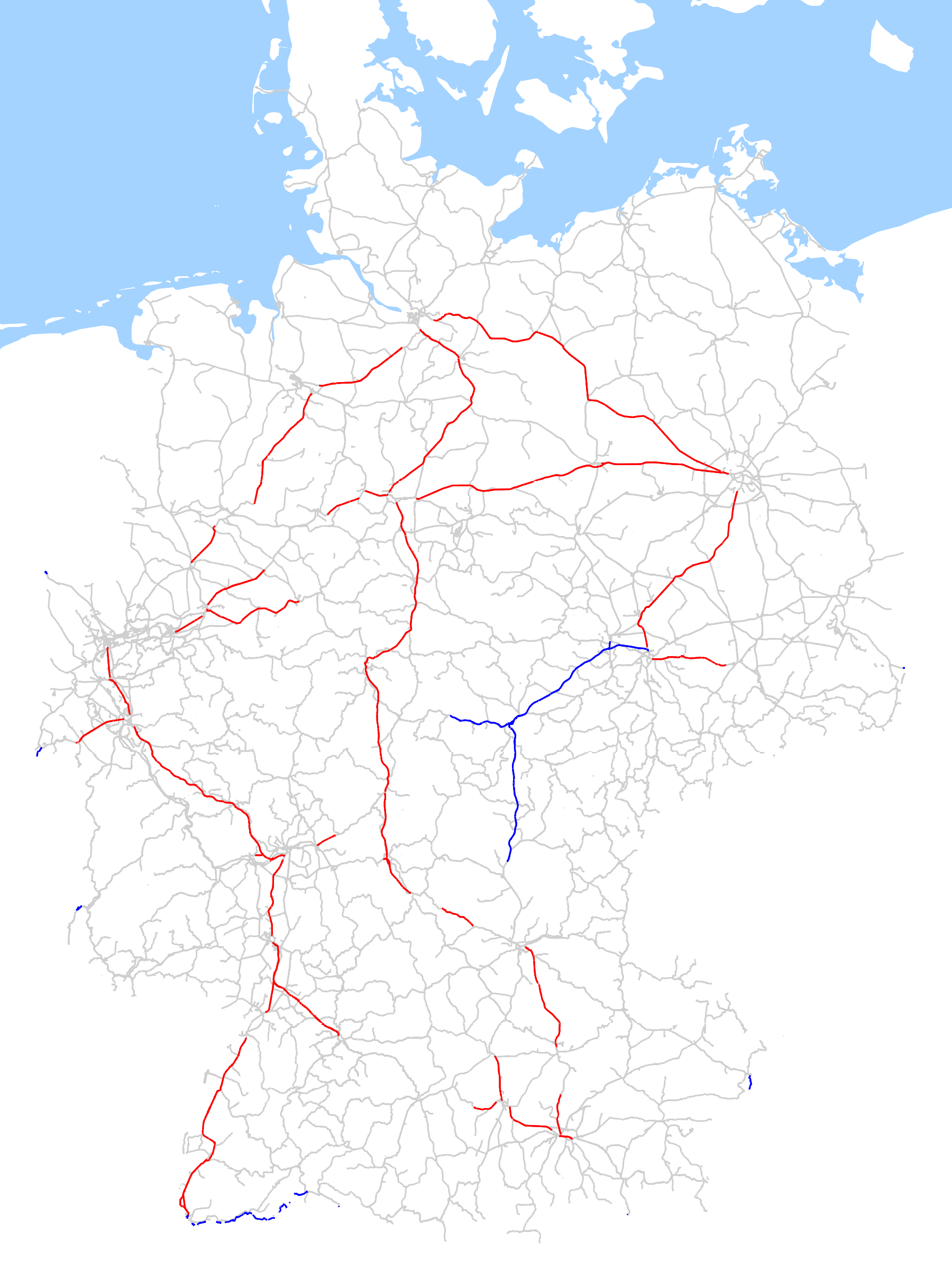
Na czerwono - linie w Niemczech wyposażone w system LZB, stan na rok 2018

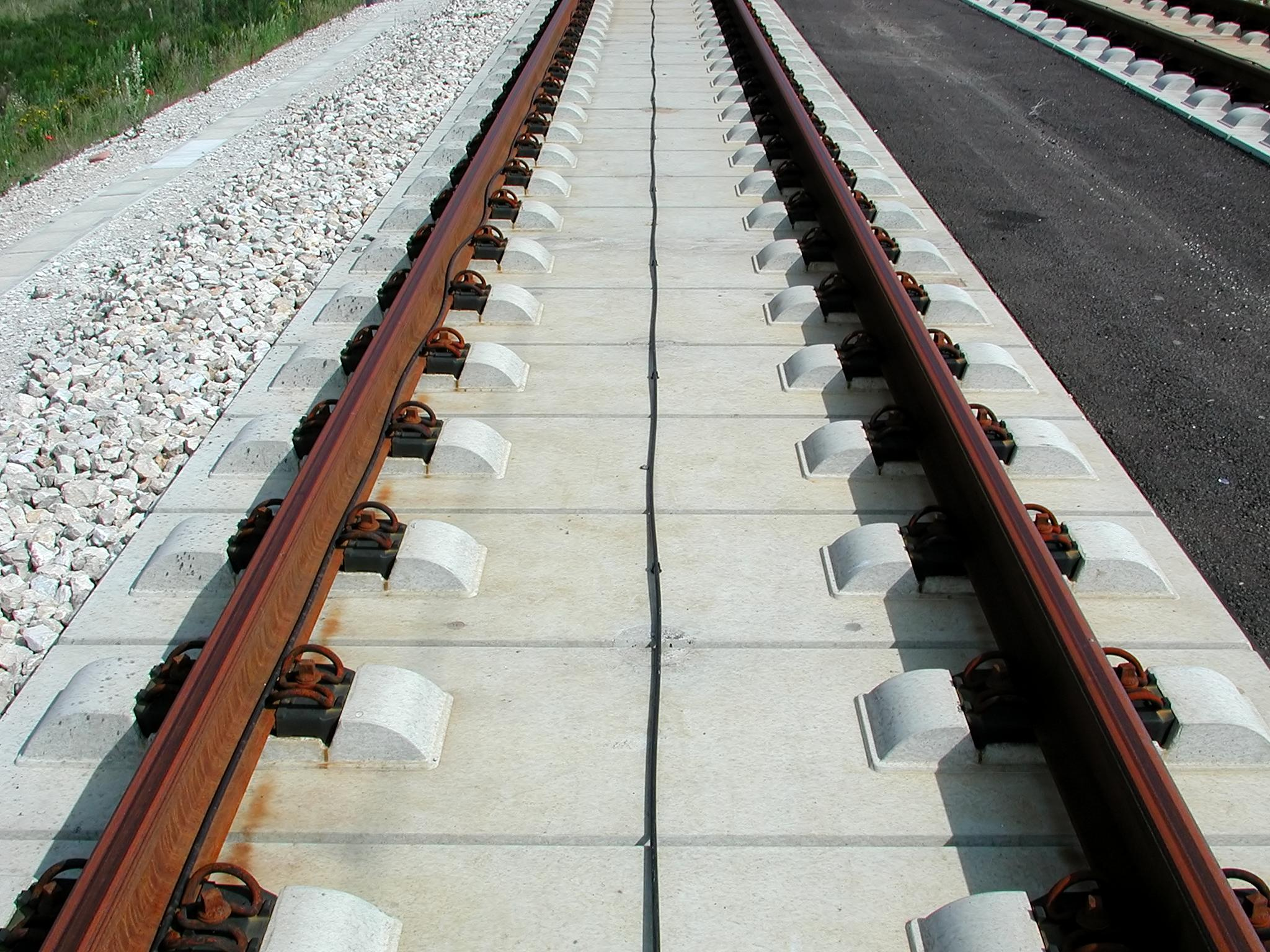
Kabel stanowiący przytorową część LZB

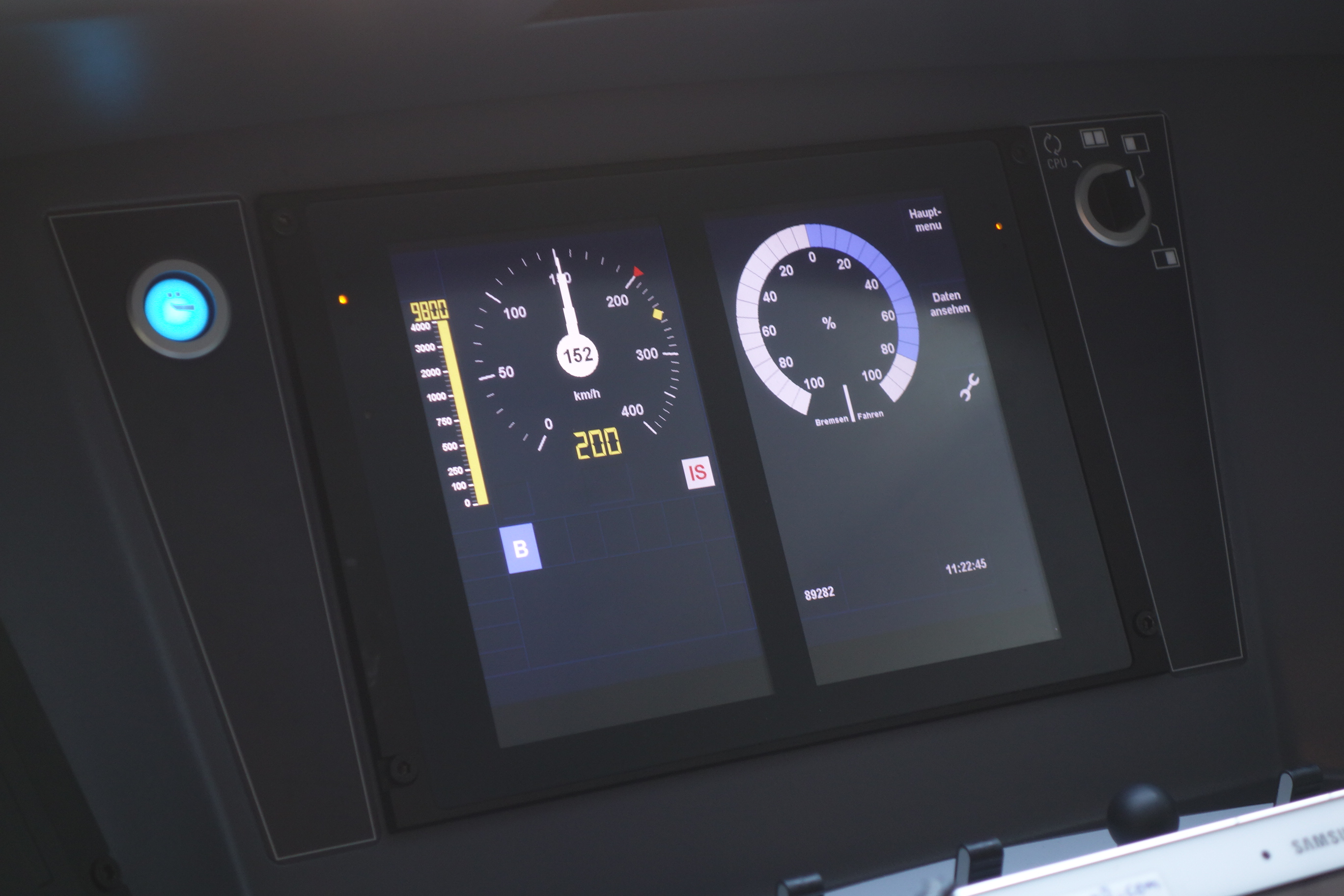
DMI (ETCS) w ICE 4 ICE 4podczas jazdy pod nadzorem LZB

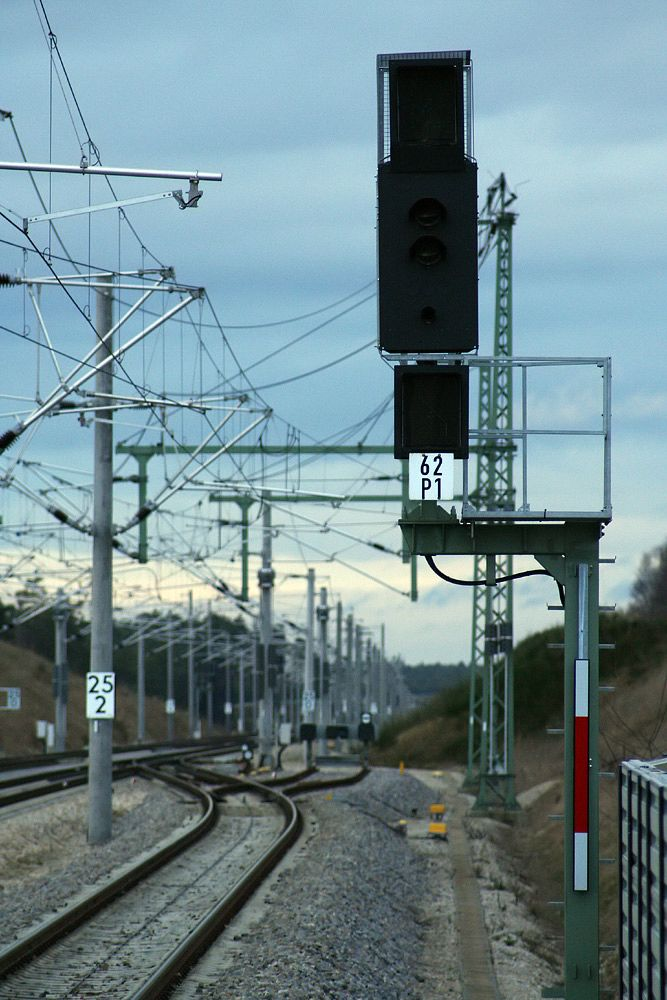
Semafory podczas jazdy na LZB pozostają ciemne (Dunkelschaltung)

Linienzugbeeinflussung, linienförmige Zugbeeinflussung (LZB) – system automatycznego sterowania pociągiem instalowany w Niemczech na liniach kolejowych o prędkości większej niż 160 km/h, oraz niektórych liniach w innych krajach (Austria, Hiszpania).
W roku 2014 na sieci DB Netz (aktualnie DB InfraGO) 2465 km dwutorowych linii kolejowych nadzorowało LZB, do 2030 planuje się wymianę na system ETCS. Z końcem 2021 roku nadal 2609 km z 33 288 km niemieckiej sieci kolejowej nadzorowało LZB.
W 2006 ruch obsługiwało 34 central telekomunikacyjnych (1580 km linii kolejowych) systemu wersji LZB L72, 5 central (ok. 155 km) systemu wersji LZB CE I, i 11 central (515 km) systemu wersji LZB CE II. W Hiszpanii 11 central systemu L72 (ok. 530km), w Austrii trzy centrale (ok. 140 km).

## Zasada działania
Transmisja danych między urządzeniami przytorowymi a pokładowymi odbywa się ciągle (liniowo, niem. linienförmige), niezależnie od punktowego umiejscowienia semaforów, w odróżnieniu od systemu PZB. Sygnał przesyłany jest za pomocą kablowych, przytorowych pętli indukcyjnych oraz pokładowych anten ferrytowych.
Sygnał modulowany częstotliwością (FM) przesyłany jest z centrali do pojazdu poprzez falę nośną o częstotliwości 36 kHz o przesunięciu ± 0.6 kHz. Prędkość transmisji to 1200 baud. W przeciwnym kierunku, z pojazdu do centrali, sygnał przesyłany jest falą 56 kHz o przesunięciu ± 0.2 kHz i prędkości 600 baud. W obu kierunkach czas transmisji pakietu to ok. 70 ms. Czas wywołania, przetwarzania, i informacji zwrotnej to ok. 210 ms.
Konstrukcja LZB pozwala na podział linii kolejowej na wiele małych odstępów blokowych. Od 1992 opracowywano koncepcję komputeryzacji kolei niemieckich CIR-ELKE I, w 1995 uruchomiono pierwszy odcinek testowy, a w 2001 porzucono klasyczną wersję LZB L 72 na rzecz sterowanej poprzez oprogramowanie komputerowe LZB L72 CE-I. Nowa wersja współpracowała tylko z komputerowymi centrami sterowania ruchem kolejowym. W nowej wersji nieznacznie zmieniono pakiety danych, zwiększono przepustowość szlaku o 20% do 40%, drogę ochronną skrócono z nawet 300m do jednakowych 50m, a wszystkie semafory mogą pozostać ciemne (niem. Dunkelschaltung). W 1995 z powodu opóźnień w projektowaniu systemu ETCS poczyniono działania w celu podniesienia prędkości maksymalnej z 250km/h (L72 CE-I) do 350km/h (L72 CE-II). Pierwsze testy operacyjne rozpoczęły się w 2001, nowe oprogramowanie zaktualizowano wraz z grudniem 2002.

## Nadzór nad jazdą
LZB nadzoruje:
- dozwoloną prędkość pociągu z dokładnością do 10km/h[4],
- maksymalną prędkość pociągu,
- punkt zatrzymania,
- kierunek jazdy,
- dynamiczny profil prędkości,
- funkcje dodatkowe, np. opuszczanie pantografu.

W przypadku naruszenia warunków nadzoru ruchu uruchamiane jest nagłe hamowanie. W przypadku przekroczenia prędkości hamowanie nagłe może zostać zwolnione, gdy prędkość mieści się w dopuszczalnych granicach.